# Бах, Иоганн Амброзиус
Иога́нн Амбро́зиус Бах (22 февраля 1645, Эрфурт — 20 февраля 1695, Эйзенах) — немецкий музыкант, отец Иоганна Себастьяна Баха.

## Биография и творчество
Иоганн Амброзиус Бах родился 22 февраля 1645 года в Эрфурте (Тюрингия), вместе со своим братом-близнецом Иоганном Кристофом (1645—1693). Их родителями были органист и композитор Кристоф Бах и его жена Мария Магдалена, урождённая Граблер. Когда сыновьям исполнилось восемь лет, семья переехала из Эрфурта в Арнштадт, где Кристоф Бах стал членом городской капеллы.

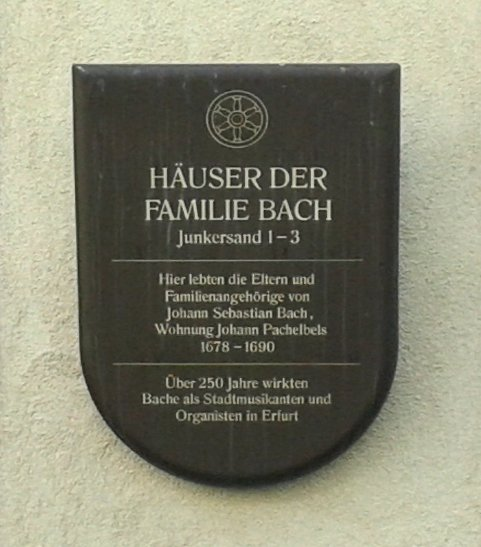
Памятная доска на доме родителей И. С. Баха в Эрфурте

Музыкальное образование Иоганн Амброзиус получил у отца и у дяди, Иоганна Баха, который взял на себя заботу о сыновьях Кристофа после его смерти в 1661 году. В 1667 году близнецы вернулись в Эрфурт, где получили место городских музыкантов. В следующем году Иоганн Амброзиус женился на Марии Элизабет Леммерхирт, дочери эрфуртского скорняка и городского советника Валентина Леммерхирта. Бракосочетание состоялось в Кауфманскирхе; молодая чета поселилась в доме, принадлежавшем семье Бахов, в Эрфурте на улице Юнкерзанд (Junkersand 1). Приданое невесты было невелико, однако высокое социальное положение её отца обеспечило Иоганну Амброзиусу прочное положение и продвижение в музыкальной карьере. В 1670 году у супругов родился первенец Иоганн Рудольф, умерший в возрасте шести месяцев.
В октябре 1671 года Иоганн Амброзиус получил предложение занять вакантную должность городского и придворного музыканта в Эйзенахе. После прослушивания ему было назначено высокое жалование (выше, чем его предшественнику), что говорит о таланте 26-летнего музыканта. Тогда же, в октябре, чета Бахов переселилась в Эйзенах вместе со своим четырёхмесячным сыном Иоганном Кристофом. С ними отправились также мать Марии Элизабет, Эва Барбара Леммерхирт, и девятнадцатилетняя сестра Иоганна Амброзиуса Доротея Мария, нуждавшаяся из-за проблем с физическим и психическим здоровьем в постоянном уходе. В Эйзенахе у супругов родились ещё шестеро детей, в том числе Иоганн Себастьян — восьмой и младший ребёнок в семье. По всей видимости, отец рано заметил одарённость ребёнка и начал заниматься с ним, хотя документальных свидетельств об этом нет. Во всяком случае, несомненно то, что дети Иоганна Амброзиуса с рождения соприкасались с музыкой и обучались ей.
Иоганн Амброзиус приобрёл в Эйзенахе дом и стал членом городского совета. Он также играл в герцогской капелле, был главой городских музыкантов (с 1684 года) и преподавал музыку. В доме Бахов, наряду с членами семьи и родственниками, жили и его ученики: согласно принятой практике, они получали стол и кров в обмен на мелкие услуги и помощь по хозяйству. В обязанности Иоганна Амброзиуса как музыканта входила игра в составе духового ансамбля на балконе городской ратуши ежедневно в десять утра и пять вечера, участие в церковной службе по воскресениям и праздникам, а также музыкальное сопровождение различных мероприятий и церемоний (свадеб, похорон, выборов в городской совет и т. п.). В числе инструментов, на которых он играл, были скрипка, орган и духовые. Неизвестно, писал ли он музыку: сведений о его композиторской деятельности не сохранилось. С самого начала своей жизни в Эйзенахе Иоганн Амброзиус пользовался исключительной репутацией; сохранились документы, содержащие восторженные отзывы современников о нём и его искусстве. Когда, в 1684 году, он попытался уйти в отставку и вернуться в Эрфурт, городской совет и герцог не дали ему разрешения, так как очень высоко ценили его деятельность.
В 1694 году умерла Мария Элизабет, оставив мужу троих несовершеннолетних детей (остальные скончались ранее). Через полгода после её смерти Иоганн Амброзиус женился во второй раз, на вдове с двоими детьми. Однако вскоре после заключения брака он заболел и умер 20 февраля 1695 года, за два дня до пятидесятилетия. После его смерти Иоганна Себастьяна, которому в то время было девять лет, и Иоганна Якоба взял на воспитание их старший брат Иоганн Кристоф.